# Bunyangabu (district)
Le district de Bunyangabu est un district situé dans le sud-ouest de la région Ouest de l'Ouganda. Son chef-lieu est Kibiito et sa principale ville Rwimi (en) (16 256 habitants), en lisière du district de Kasese.

## Histoire
Ce district a été créé en 2017 par séparation du sud de celui de Kabarole. Il compte sept sous-comtés et trois municipalités.